# Reem Kaseem
Reem Kaseem (em árabe: ريم قاسم; Gizé, 1 de outubro de 1985) é uma maratonista aquática egípcia.

## Carreira

### Rio 2016
Kaseem competiu nos 10 km feminino nos Jogos Olímpicos de Verão de 2016, ficando na 25ª colocação.